# Lost Our Lisa
«Lost Our Lisa» (с англ. — «Потерялась наша Лиза») — двадцать четвертый эпизод девятого сезона мультсериала «Симпсоны». Впервые вышел в эфир 10 мая 1998 года. Сценарий написал Брайан Скалли, а режиссёром серии стал Пит Мичелс.

## Сюжет
Лиза хитростью добивается у Гомера разрешения самостоятельно отправиться в музей. Перепутав автобусы, малышка оказывается на окраине города. Лизе предстоит многое пережить, прежде чем она отыщет дом. В свою очередь, Гомер, осознав свою ошибку, старается отыскать заблудившуюся дочь.